# Мінаков Микола Пилипович
Микола Пилипович Мінаков (* 8 грудня 1914 м. Суми  — † 2006 Суми)  — літературознавець, педагог, філолог, автор мариністичних досліджень. Керівник літературної студії «Орфей» (з 1950). Підготував цілу генерацію сумських поетів — Ан. Семенюту, Вас. Чубура, Вол. Затуливітра, Ан. Гризуна, Юр. Царика, Павла Скорика.

## Життєпис
Народився в сім'ї наймита. Батько  — Пилип Порфирович, працював підмайстром у сумській чоботарській майстерні. У дитинстві виховувався у батьковій родині в с. Новоіванівка Курської області. В 1924 р. сім'я повернулася в Суми, де батько завідував майстернею з пошиву та ремонту взуття для працівників міліції.
1931 Мінаков закінчив семирічку (Сумська школа № 2), навчався в училищі ФЗН імені Фрунзе та в дорожно-будівельному технікумі, який не закінчив за станом здоров'я. Вступив на робітничий факультет при Сумському педінституті, а після його закінчення  — на літературний факультет цього ж навчального закладу, де й навчався до переводу факультету до Харкова. У 1937 р. з відзнакою закінчив Харківський педагогічний інститут.
Вчителював у Вінниці, був викладачем у Сумському артучилищі, учителем мови і літератури в Сумській школі № 2. В 1938  — 1941 рр. навчався в аспірантурі при Харківському педінституті і за сумісництвом викладав російську літературу в Харківському інституті іноземних мов. У воєнні роки йому не вдалося знайти роботу за фахом, тому працював у редакції газети «Социалистическая стройка» у м. Акмолінськ, до завершення війни.
З 1946 р. М. П. Мінаков працював на філологічних кафедрах (російської літератури, зарубіжної літератури, української мови) Сумського державного педагогічного інституту. Читав курси: вступ до літературознавства, історія античної літератури, історія літератури середніх віків, історія літератури епохи Відродження 17 століття, історія зарубіжної літератури 19 століття. Досліджував тему: «Л.Соболєв  — флагман радянської мариністської літератури». В аспекті цієї проблеми опублікував тези «Флотська тема в радянській літературі», а також статті-рецензії «Оптимістична трагедія» В.Вишневського та «Океан» А Штейна. У місцевій пресі подав статті про творчість П.Ключини та О.Полатченка (альманах «Світанок»). Йому належать дослідження: «Проблема методу і періодизації в зарубіжній літературі 19 ст.», "Художній метод роману Байрона «Дон Жуан», основні положення якого автор розкрив у виступі на Всесоюзній міжвузівській конференції у Ризі (1969 р.). У центрі його наукового дослідження була тема «Снігурочка О.Островського у літературному процесі 19  — поч. 20 ст.», з якою він виступив перед учнями Лебединського педучилища. Тут же у світлі даної теми розповів про творчість Г.Ібсена, Г.Гауптмана, Лесі Українки.

### Вихованці студії «Орфей»
.

Засідання «Орфею» 60-ті роки. М. П. Мінаков з літстудійцями Л.Глибоким, В.Мартиненком, О.Вертілем

60-ті. На засіданні літстудії «Орфей». Виступає М. П. Мінаков. Сидять: поет В.Баранкін, студієць В.Касатонов, викладач П. Т. Гаврилов.

Особливо велика заслуга М. П. Мінакова у вихованні молодих літературних талантів. 3 1950 р. він очолював обласне літературне об'єднання, керував міською та інститутською літературними студіями, зокрема Орфеєм, разом зі студентами випускав інститутську стіннівку «Радянський педагог». Серед літстудійців були відомі на сьогодні поети й письменники А. Семенюта, В. Чубур, В. Затуливітер, А. Гризун, Ю. Царик, П. Скорик та інші. М. П. Мінаков ставав першим і найприскіпливішим критиком творів молодих поетів. Саме з його ініціативи вийшло дві книжечки літстудійців «Світанок» і «Двадцятирічні». Це  — перші сумські видання, що започаткували регулярний вихід подібних альманахів Сумщини. За 25 років літературного виховання молоді багато педагогів стали професійними письменниками. Усе це в подальшому вплинуло на створення в області письменницької організації.

М. П. Мінаков та С. В. П'ятаченко

На засіданнях літстудії «Орфей» частими гостями були відомі, але переслідувані на той час поети, журналісти, краєзнавці М. Данько, В. Баранкін, Г. Петров та інші. І в цьому була заслуга М. П. Мінакова, який усупереч партійним критикам і «борцям» із «буржуазним націоналізмом»' цінував талант і національну гідність українських діячів.

На святкуванні 50-річчя літературної студії «Орфей» (СумДПУ ім. А. С. Макаренка, 2002 р.). Нижній ряд: М. П. Мінаков, Андрій Поляков. Стоять: Ольга Бєляєва, Юрій Царик, Ніна Гавриленко, Сергій П'ятаченко.

### Про Мінакова
Василь Мартиненко, випускник Сумського педінституту ім. A.C. Макаренка 1966 року, журналіст.
| Микола Мінаков не любив помпезності, декларативності, публічних виступів, уникав пафосу і багатослів'я. Він прагнув до глибокої думки, ясної і вичерпної, високо цінував поетів-шістдесятників Є. Євтушенка, Р. Рождественського, М. Вінграновського, Л. Костенко та інших новаторів світової літератури, за що мав, "неприємності" з компартійними керівниками інституту. Йому довелося пережити чимало несправедливих звинувачень, принижень, як і багатьом мислячим людям, які не йшли "в ногу із життям" і відступали від партійних принципів радянської літератури. |
Іван Корощенко, член Національної спілки письменників України. М. Конотоп.

| З якою любов’ю та увагою він, як ініціатор, разом із колегами Юрієм Петровичем Ступаком та Борисом Ісаковичем Шнайдером, плекав нашу першу поетичну збірку, обдумував і склад авторів (якби когось не обійти), й разом із ними "дошліфовував" кожен вірш. І коли книжечка з переважно ліричними творами під загальною назвою "Двадцятирічні" співучою ластівкою випурхнула з Конотопської міської друкарні, важко було визначити хто більше радів - ми чи Мінаков... |
Юрій Царик

| А любов його велика і незрадлива — література. Він не просто викладав її, він — поза своєї широкою ерудицією – мав інтуїтивний, прямо-таки підсвідомий «нюх» на істинну поезію, прозу, на талант творця. Таке дається далеко не кожному викладачеві, попри всі його наукові звання і ступені. Переконаний, що саме ця любов і цей «нюх» спонукали його до створення в педінституті далекого 1954 року літературної студії «Орфей». І вже через рік вийшла друком (тепер унікально-історична) збірка віршів педіститутських студентів «Двадцятирічні». А потім із «орфеївців» вийшли талановиті лауреати різних літературних премій: Анатолій Гризун, Василь Чубур, Олександр Вертіль, Олександр Педяш, Андрій Поляков, Іван Корнющенко, Володимир Затуливітер. |